# LTV7 (Letonia)
LTV7 es el segundo canal de Latvijas Televīzija (LTV), la cadena de televisión pública estatal de Letonia. El canal se lanzó durante la ocupación soviética en 1961 y adquirió su formato actual tras la restauración de la independencia de Letonia en 1991, como LTV2, aunque adoptó su nombre actual el 1 de enero del 2003.
El canal emite programas de naturaleza y viajes, programas de entretenimiento, música, así como películas y series. El canal pone gran énfasis en diversos eventos deportivos y sus transmisiones en directo. También se pueden ver repeticiones de programas de LTV1 y materiales de archivo.

## Historia
Inició emisiones como LTV2 el 1 de agosto del 1991. Sin embargo, el 4 de diciembre de 2002, LTV anunció que el nombre de LTV2 se cambiaría a LTV7 a partir del 1 de enero de 2003. El objetivo de los cambios era recuperar la confianza de los espectadores y anunciantes, así como garantizar un funcionamiento uniforme e igualitario de los canales. El entonces director general de LTV, Uldis Grava, señaló que hasta entonces LTV2 había sido considerado un canal de segunda categoría con bajos índices de audiencia y poca confianza de los anunciantes. Subrayó que se necesitaban cambios para frenar este tipo de prácticas. El 7 se debió al eslogan inicial del renombrado servicio, “Porque cada día es como una fiesta”, al que se sumó su nuevo concepto de programación, contenidos y mayores tarifas publicitarias. Los cambios incluyeron no sólo un cambio de nombre, sino también un nuevo logotipo y contenido. Se introdujo un único logotipo corporativo para LTV1 y LTV7, garantizando una identidad visual unificada. Durante la transformación del canal también se puso énfasis en una "política de precios firme" para garantizar la estabilidad en el mercado publicitario.
La reorganización del canal trajo consigo una estructura de programación más limpia, eliminando programas de baja calidad y fragmentados. LTV7 se convirtió en una plataforma de contenidos diversos y de alta calidad, prestando especial atención a los jóvenes y, en ese momento, a las audiencias minoritarias.
En 2010, Latvijas Televīzija puso fin a las emisiones analógicas. El apagón se produjo por etapas: el 1 de marzo cesó la señal analógica de LTV7, a la que siguió el 1 de abril la de LTV1 en Riga y en un radio de 70 km a la redonda. El 1 de junio, con el cese de la emisión analógica de LTV1 en todo el país, LTV pasó a emitir únicamente en formato digital. Aquel mismo día cesaron todas las emisiones analógicas en Letonia.
El 1 de febrero de 2011 el canal LTV7 empezó a emitir programas en desconexión regional, con una duración de dos horas y media los días laborables y de media hora los sábados por la noche. La red de radiodifusión se divide en 8 zonas de emisión: Vidzeme, Latgalia, Curlandia norte (Ventspils), Curlandia sur (Liepāja), Daugava central (Jēkabpils), Jūrmala, Jelgava y Ogre.
El 26 de julio de 2012, con ocasión de los Juegos Olímpicos de Londres 2012, la cadena LTV7 pasó de la relación de aspecto 4:3 al formato panorámico 16:9 (LTV1 lo haría el 15 de enero de 2013).
A partir del 1 de junio de 2013 los canales LTV1 y LTV7 pasaron a emitir las 24 horas del día, decisión que se tomó para que la oferta de LTV fuera más dinámica y accesible a diferentes sectores de la población. Durante las franjas nocturnas se emiten reposiciones de los programas más populares, así como material procedente del extenso archivo de LTV.
En septiembre de 2014, Latvijas Televīzija comenzó a producir para el canal LTV7 una emisión dirigida a la minoría rusoparlante de Letonia, denominada Русское вещание LTV7 (Russkoe veschanie, "Emisiones rusas en LTV7"). Este bloque de programación constaba de una serie de espacios en lengua rusa que se emitía diariamente a partir de las 17.00 horas y tenía una duración de unas 3 horas. Hasta entonces, la oferta de espacios en ruso se limitaba al informativo LTV Novosti, que era una versión en ruso del informativo en letón LTV Panorāma.
En mayo de 2020, el Consejo Nacional de Medios Electrónicos de Letonia (NEPLP) decidió que, a partir de septiembre de 2021, Latvijas Televīzija dejaría de emitir por TDT contenidos para la minoría rusoparlante de Letonia. Esta medida afectaría al bloque de programación Русское вещание LTV7 ("Emisiones rusas en LTV7"), cuyos contenidos se trasladarían a una plataforma multimedia alojada en el portal lsm.lv, un portal de noticias conjunto de LTV y Latvijas Radio. La decisión de eliminar los contenidos en ruso de LTV7 suscitó críticas por parte de determinados sectores políticos y de la propia redacción de la cadena, ya que supondría la pérdida de una audiencia de mayor edad que ve principalmente la televisión y no utiliza internet. Sin embargo, el plan fracasó debido a la falta de noticias en ruso hasta la creación de un canal de noticias específico. En septiembre de 2024, el Consejo de Medios Electrónicos y de Comunicación (SEPLP) anunció que, debido a un plan impuesto por el gobierno letón para retirar el uso del ruso en la vida pública, LTV7 dejaría de emitir programación en ruso a partir del 1 de enero de 2025 y se convertiría en un canal 100% letón en cuanto a cuota de mercado, al igual que su canal hermano LTV1. El último programa en ruso que quedaba es Šovakar LSM+ ziņas; posteriormente, el contenido en ruso pasó a limitarse a sus plataformas en línea (sitio web y redes sociales).
El 17 de septiembre de 2021, el espacio de emisiones en ruso Русское вещание LTV7 ("Emisiones rusas en LTV7") pasó a llamarse RUS.LSM.lv y es gestionado desde entonces por LTV y Latvijas Radio 4, la emisora en ruso de Latvijas Radio. El motivo de este cambio de denominación es su disociación del canal LTV7 y su transformación en un portal multimedia de noticias dirigido a la minoría rusoparlante de Letonia.
El 18 de noviembre de 2021, Día de la Proclamación de la República de Letonia, el canal de televisión LTV7 estrenó su nueva identidad visual para integrarse en la de la plataforma LSM. El logotipo de la cadena, que desde el inicio de las emisiones había sido de color rojo, cambió al azul claro con el 7 enmarcado en un cuadrado. Un año después, el canal LTV1 también experimentó el mismo cambio.

## Imagen corporativa

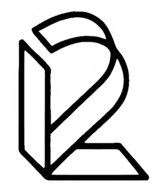
1991 hasta 1997
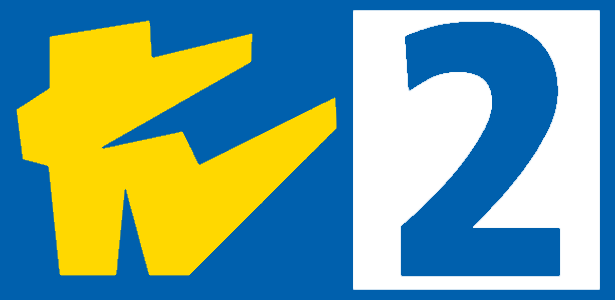
1997 hasta 2000
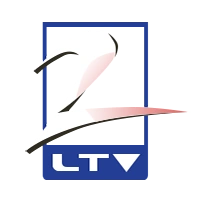
2000 hasta 2003
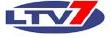
2003 hasta 2006
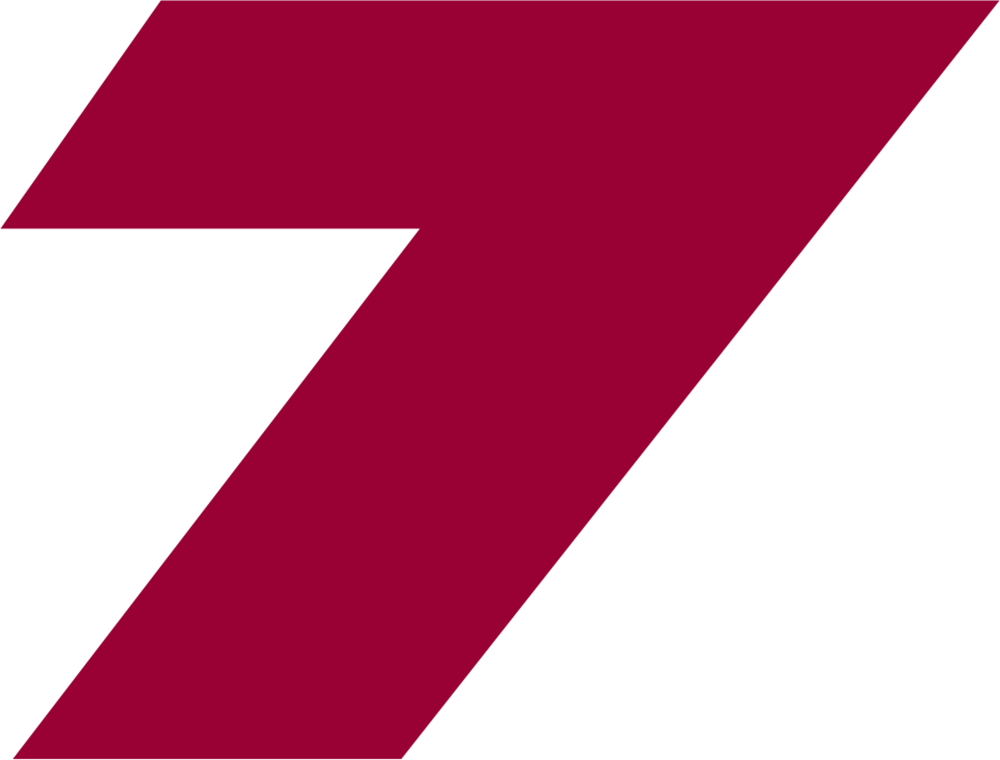
2006 hasta 2012
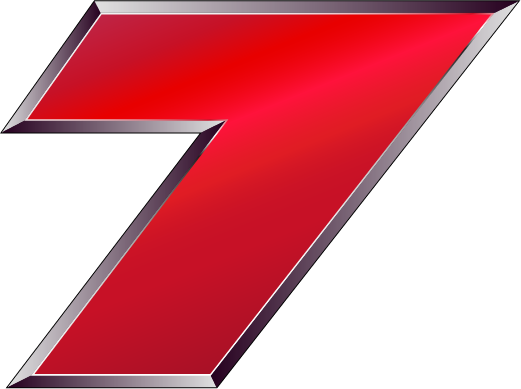
2012 hasta 2021
2021 hasta la actualidad